# Mary Edwards
Mary Edwards (c. 1750 – septiembre de 1815) fue una calculadora humana para el British Nautical Almanac y una de las pocas mujeres pagadas directamente por la Junta de Longitud, y una de las pocas en ganarse la vida en un trabajo científico.
Fue una de las 35 calculadoras humanas que calcularon la posición del sol, la luna y los planetas en diferentes momentos del día para los almanaques náuticos anuales utilizados para la navegación marítima.
Edwards tuvo su presentación al proyecto del almanaque y a Nevil Maskelyne, el quinto Astrónomo Real Inglés, a través de su marido. John Edwards (c. 1748–1784) había servido como calculadora humana para complementar los ingresos familiares y recibió el pago por valor de 6 meses de trabajo por cada almanaque desde 1773 hasta su muerte en 1784. Se reveló que Mary había realizado la mayoría de los cálculos cuando escribió a Maskelyne para pedirle continuar el trabajo para mantenerse a ella y a sus hijas tras la muerte de su marido en 1784.
Con el tiempo, su reputación de fiabilidad y exactitud implicó que pudo hacerse cargo de más trabajo.  Continuó con este puesto hasta su muerte en 1815. Su hija, Eliza (1779-1846), también trabajó como calculadora, tras iniciarse ayudando desde una edad temprano y posteriormente de forma independiente tras la muerte de su madre en 1815. Siguió trabajando para el Nautical Almanac hasta 1832, fecha en la que el trabajo de cálculo se centralizó en Londres.
El planetoide 12627 Maryedwards fue nombrado en su honor.